# Panneau de signalisation d'une aire piétonne en France
Le panneau de signalisation d'une aire piétonne en France est un panneau carré à fond bleu et bordé d’un listel blanc, portant en son centre un pictogramme (représentant deux piétons) qui signale à l’usager de la voie publique qu’il entre dans une zone piétonne. Ce panneau est codifié B54. Le panneau de fin de prescription utilise une ligne diagonale rouge et les mêmes pictogrammes ; il est codifié B55.

## Histoire
Ce signal a été créé par l’arrêté du 7 novembre 2008. Ces signaux étaient codifiés C109 et C110 jusqu’en 2008.

## Usage

### Signalisation des aires piétonnes

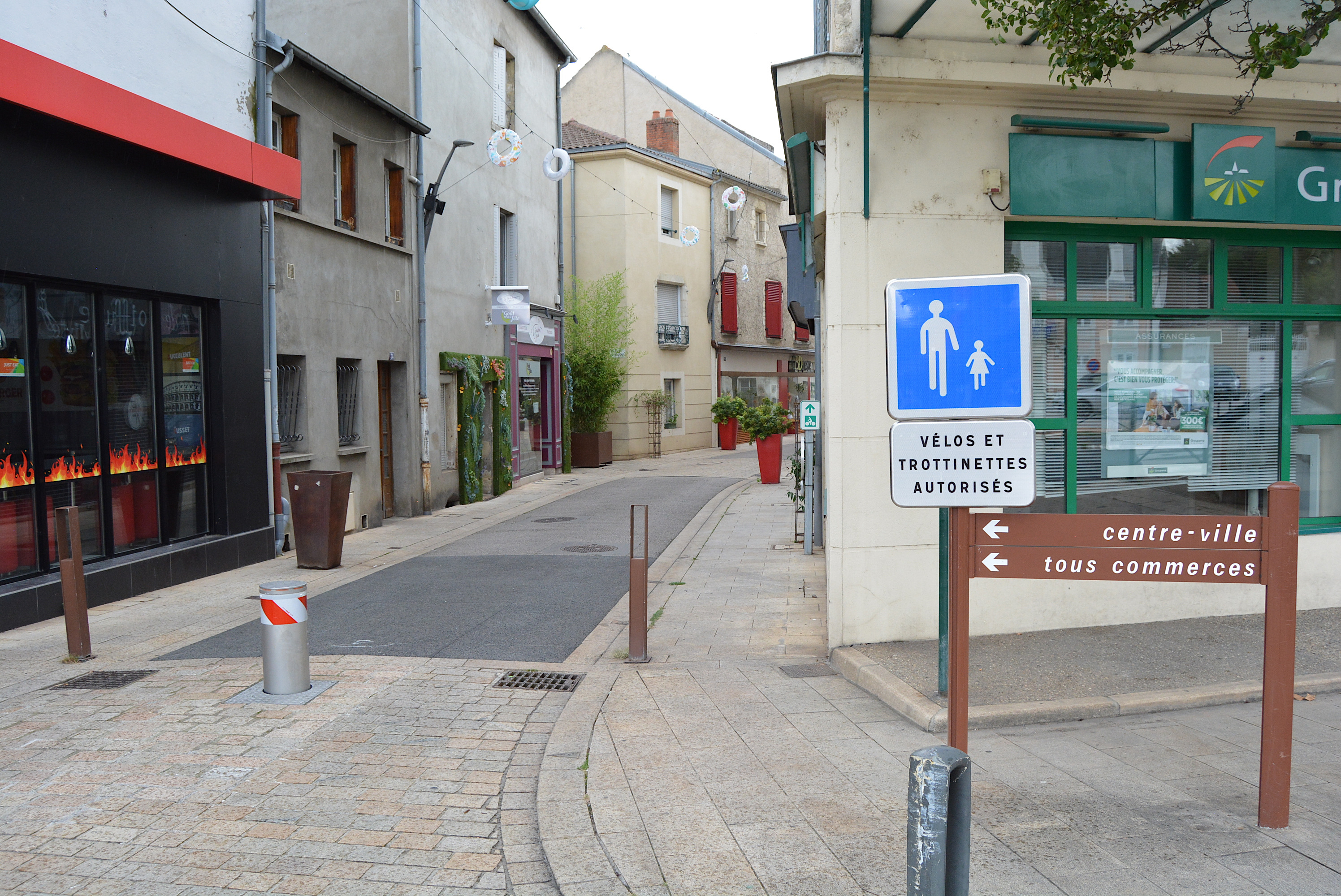
Utilisation du panneau B54, couplé avec le panonceau M9z vélos et trottinettes autorisés.

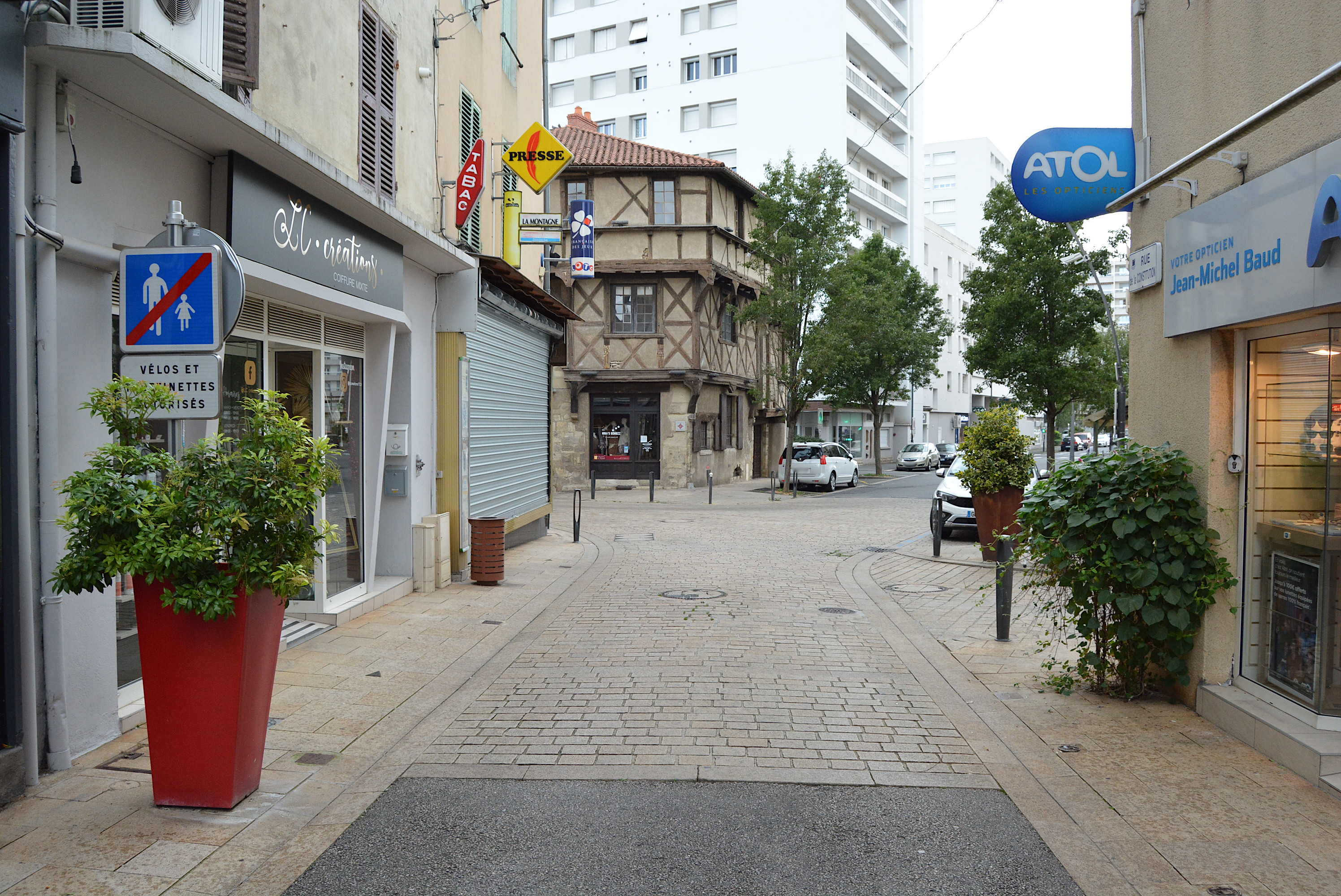
Utilisation du panneau B55, marquant la fin de l'aire piétonne.

La signalisation des aires piétonnes définies conformément à l’article R. 110-2 du code de la route est assurée au moyen du panneau B54. Ce panneau est exclusivement implanté en signalisation de position. Il peut être complété par un panonceau M11b indiquant les prescriptions relatives à la circulation qui s’appliquent dans l’aire piétonne : livraisons autorisées, prescription temporaire…
La signalisation de la sortie d’une aire piétonne est assurée au moyen d’un panneau implanté exclusivement en signalisation de position. À la sortie de l’aire piétonne, le panneau B55 est implanté, ou bien le panneau B30 d’entrée de zone 30, le panneau B52 d’entrée de zone de rencontre ou le panneau EB20 de sortie d’agglomération. Le panneau B55 ne doit pas être complété par un panonceau.
Il faut différencier les panneaux B54 et B55 des panneaux B22b et B41 qui signifient que le chemin est obligatoire pour les piétons.

### Prescriptions relatives à la signalisation des aires piétonnes
L’entrée d’une aire piétonne indique que les piétons sont prioritaires et que la circulation des véhicules est réservée. La circulation n'est possible que pour les véhicules motorisés autorisés (par exemple l’accès à un garage, cf. première image). les véhicules autorisés doivent circuler à l’allure du pas. Le stationnement est interdit (mais l’arrêt reste possible pendant le temps strictement nécessaire au chargement/déchargement).
En aucun cas un panneau de limitation de vitesse ne peut être implanté, puisque le panneau B54 prescrit la limitation de vitesse à l’allure du pas.
Les cyclistes ont le droit de circuler dans les aires piétonnes, sauf indication contraire,. Toutefois, ils doivent rouler au pas et ne pas gêner les piétons,. L'autorité investie du pouvoir de police peut interdire l'accès aux cycles sur les aires piétonnes,.
Le panneau B54 autorisant aussi la circulation des cyclistes, l’utilisation d’un panneau C113 (piste ou bande cyclable conseillée et réservée aux cycles) ne devrait pas être implanté ; sur les aires piétonnes permanentes le marquage d’une piste ou d’une bande cyclable contrevient aux principes de cette aire, d’autant plus qu’il faut éviter tout marquage au sol.
La sortie d’une aire piétonne est régie par le panneau B55 : les règles du code de la route sont alors rétablies sauf si un panneau B30, B52 ou EB20 a été implanté. Cette réglementation concerne aussi les cyclistes (il n’est pas non plus utile d’implanter un panneau C114 de fin de piste ou bande cyclable).

## Caractéristiques
Le panneau d’entrée d’aire piétonne est à fond bleu bordé d’un listel blanc, comportant des pictogrammes blancs.
Le panneau de sortie d’aire piétonne est à fond bleu bordé d’un listel blanc et barré d’une diagonale rouge.
Les panneaux de type B54 et B55 sont de forme carrée, ils existent donc en théorie en sept dimensions différentes. Néanmoins ces panneaux étant essentiellement situés en agglomération, la petite gamme est souvent utilisée.

## Implantation

### Implantation longitudinale
Les panneaux de prescription zonale B54 et B55 sont placés au voisinage immédiat de l’endroit où la prescription commence à s’imposer. Ils doivent être répétés après chaque intersection autre que celles avec des voies privées non ouvertes à la circulation publique ou des chemins de terre.

### Distance du bord de chaussée

Implantation d’un panneau de prescription sur trottoir en agglomération

Sauf contrainte de site, la distance entre l’aplomb de l’extrémité du panneau situé du côté de la chaussée et la rive voisine de cette extrémité ne doit pas être inférieure à 0,70 m.
En rase campagne, les panneaux sont placés en dehors de la zone située en bord de chaussée et traitée de telle façon que les usagers puissent y engager une manœuvre de redirection ou de freinage dite « zone de récupération », ou leur support au minimum à 2 m du bord voisin de la chaussée, à moins que des circonstances particulières s’y opposent (accotements étroits, présence d’une plantation, d’une piste cyclable, d’une voie ferrée, etc.).
En agglomération, les panneaux sont placés de manière à minimiser la gêne des piétons.
Le support d’un signal peut aussi être implanté sur une propriété riveraine ou ancré à une façade après accord du propriétaire ou par application si cela est possible en vertu du décret-loi du 30 octobre 1935 et du décret 57-180 du 16 février 1957.

### Hauteur au-dessus du sol
En rase campagne, la hauteur réglementaire est fixée en principe à 1 m (si plusieurs panneaux sont placés sur le même support, cette hauteur est celle du panneau inférieur), hauteur assurant généralement la meilleure visibilité des panneaux frappés par les feux des véhicules. Elle peut être modifiée compte tenu des circonstances locales soit pour assurer une meilleure visibilité des panneaux, soit pour éviter qu’ils masquent la Circulation.
En agglomération, lorsqu’il y a un éclairage public, les panneaux peuvent être placés à une hauteur allant jusqu’à 2,30 m pour tenir compte notamment des véhicules qui peuvent les masquer, ainsi que de la nécessité de ne gêner qu'au minimum la circulation des piétons.

### Position de la face
Le plan de face avant d'un panneau implanté sur accotement ou trottoir doit être légèrement incliné de 3 à 5° vers l’extérieur de la route afin d’éviter le phénomène de réflexion spéculaire qui peut, de nuit, rendre le panneau illisible pendant quelques secondes.

## Visibilité de nuit
Les panneaux et panonceaux de signalisation doivent être visibles et garder le même aspect de nuit comme de jour. Les signaux de danger sont tous rétroréfléchissants ou éventuellement dans certaines conditions, éclairés.
Les revêtements rétroréfléchissants doivent avoir fait l’objet, soit d’une homologation, soit d’une autorisation d’emploi à titre expérimental. La rétroréflectorisation porte sur toute la surface des panneaux et panonceaux à l’exception des parties noires.